# Sentier du Jade
Le sentier du Jade (allemand : Jadeweg) est le nom d'un sentier de randonnée régional du Wiehengebirgsverband Weser-Ems (de). Le sentier est long de 130 kilomètres et mène de Wilhelmshaven à Wildeshausen. Le chemin de la Jade doit son nom au fleuve Jade, qui se jette dans la baie de Jade, qui doit à son tour son nom au fleuve. 

## Parcours
Le sentier commence dans la rue Virchow à Wilhelmshaven, quitte la ville par le sud-ouest et passe d'abord dans l'arrondissement de Frise, directement à l'ouest de la baie de Jade. À l'ouest de Dangast, le chemin s'infléchit vers l'ouest et quitte le marais maritime à Zetel. Le chemin passe par la Friesische Wehde (de) (un geest), traverse le Jührdener Feld, une lande, en direction de l'est et atteint l'arrondissement d'Ammerland à Spohle.
Le sentier de Jade aborde ensuite le Zwischenahner Meer (de) à Gristede, qu'il contourne aux deux tiers dans le sens inverse des aiguilles d'une montre. Ce faisant, il traverse Bad Zwischenahn. Le long de la ligne Oldenbourg-Leer (de), le sentier rejoint Oldenbourg par l'ouest. 
La Jadeweg mène au centre-ville d'Oldenbourg, à peu près parallèlement au Haaren (de). Le chemin passe par le Mur du Théâtre, le jardin du château (de) et le parc paysager de Mühlenhunte (de), le long de la Hunte jusqu'à l'écluse d'Oldenbourg (de) du Küstenkanal (de). Le sentier quitte ensuite la ville d'Oldenbourg en direction de Tungeler Marsch dans l'arrondissement d'Oldenbourg.
Le sentier traverse le district en direction du sud-sud-ouest et suit le cours du Hunte à peu près en amont, traversant le parc naturel Wildeshauser Geest. Il effleure les réserves naturelles Barneführer Holz et Schreensmoor (de) et Poggenpohlsmoor (de). Derrière Gut Altona, le sentier de Jade atteint la ville de Wildeshausen. 
De Wilhelmshaven à Petershörn, le sentier Jade fait partie du Sentier européen de grande randonnée E 9. Entre Bad Zwischenahn et Oldenbourg, le sentier partage l'itinéraire avec le sentier Ems-Hunte (de), un sentier de randonnée régional également géré par le Wiehengebirgsverband. À Wildeshausen, les randonneurs qui veulent continuer vers le sud sont reliés sans problème au Pickerweg (de), qui mène à Osnabrück.
La sentier de Jade est balisé par un "J" blanc sur fond noir.

## Points d'intérêt
- chemin de schlptures Kunst am Deich (de)
- Neuenburger Urwald (de)
- Parc des Rhododendrons[1]
- Park der Gärten (de)
- Landtagsgebäude und Staatsministerium Oldenburg (de)
- Théâtre d'État d'Oldenbourg
- jardin du château (de)
- Alexanderkirche (Wildeshausen) (de)